# Mack Hansen
Mackenzie Hansen (* 27. března 1998, Canberra) je ragbista hrající za irský klub Connacht soutěž United Rugby Championship a za irskou reprezentaci. Jeho nejpreferovanější pozice jsou křídlo a zadák. 
Za Irsko mohl hrát i bez tříletého pobytu v zemi kvůli původu své matky. Na MS do dvaceti let reprezentoval Austrálii. Na MS 2023 pomohl v historicky prvním zápase Irska proti JAR hraném na světovém šampionátu jednou pětkou k vítězství 13:8. Vyhrál s Irskem v roce 2023 Six Nations. V následujícím roce se kvůli zranění Poháru 6 národů nezúčastnil. V roce 2025 byl součástí Britských a Irských lvů. 
Má rád potápění.